# Nortkerque
Nortkerque (ndl.: „Noordkerke“) ist eine französische Gemeinde mit 1.753 Einwohnern (Stand: 1. Januar 2022) im Département Pas-de-Calais in der Region Hauts-de-France. Sie gehört seit 2017 zum Arrondissement Calais (zuvor Saint-Omer) und zum Kanton Marck (bis 2015: Kanton Audruicq).

## Geographie
Nortkerque liegt etwa 15 Kilometer südöstlich von Calais am Canal de Calais. Umgeben wird Nortkerque von den Nachbargemeinden Guemps und Offekerque im Norden, Nouvelle-Église im Nordosten, Audruicq im Osten, Zutkerque im Süden, Nielles-lès-Ardres im Südwesten sowie Ardres im Westen und Südwesten.

## Bevölkerungsentwicklung
| Jahr                      | 1962 | 1968 | 1975 | 1982 | 1990 | 1999 | 2006 | 2012 |
| Einwohner                 | 978  | 1010 | 1051 | 1355 | 1539 | 1583 | 1595 | 1627 |
| Quelle: Cassini und INSEE |      |      |      |      |      |      |      |      |

## Sehenswürdigkeiten
- Kirche Saint-Martin, erster Bau aus dem Jahre 1269, 1595 zerstört, 1642 neu errichtet, während der französischen Revolution wieder zerstört und 1836 neu erbaut

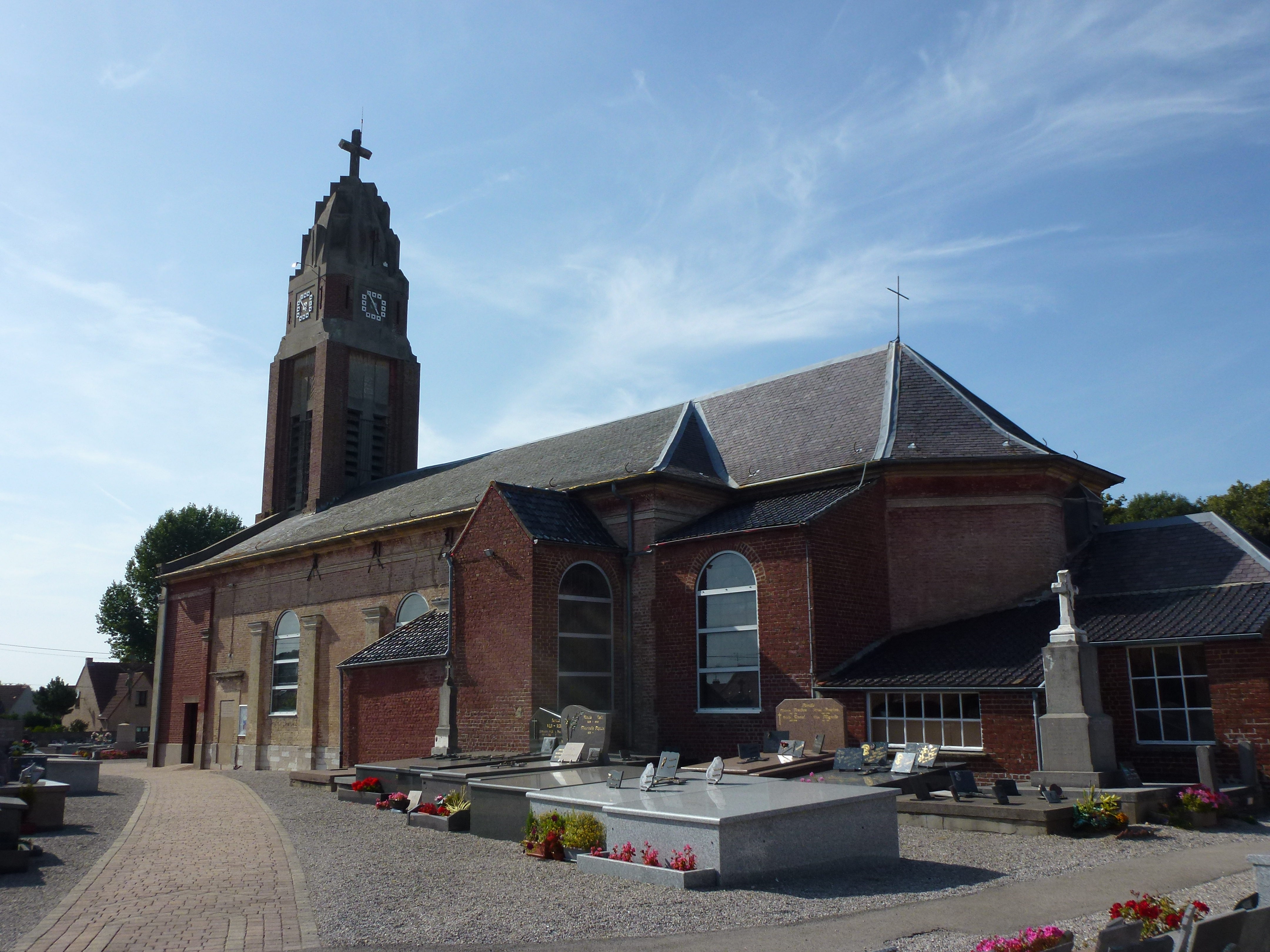
Kirche Saint-Martin

- Pfarrhaus aus dem Jahre 1753
- Triumphbogen von 1754
- Schloss La Palme
- Schloss La Comtesse de la Valois